# Robert W. McNair
Robert Wendell McNair, detto Buck (Springfield, 15 maggio 1919 – Londra, 15 gennaio 1971), è stato un militare canadese, pluridecorato asso della Royal Canadian Air Force durante la seconda guerra mondiale con 16,5 abbattimenti confermati, due probabili e 13 aerei danneggiati.

## Biografia
Nacque a Springfield, Nuova Scozia, il 15 maggio 1919 figlio di un ingegnere ferroviario. La sua famiglia si trasferì a North Battleford, Saskatchewan, durante il periodo della grande depressione, e dopo aver completato gli studi superiori presso la High School di North Battleford, nel 1937 andò a lavorare come operatore presso la stazione radio della Canadian Airways con il compito di trasmettere informazioni meteorologiche ai piloti degli aerei.
Dopo lo scoppio della seconda guerra mondiale si arruolò nella Royal Canadian Air Force nel giugno 1940, frequentando in successione la scuola di istruzione N° 1 ITS a Toronto, N° 7 EFTS a Windsor e No. 31 SFTS a Kingston. Ottenne il brevetto di pilota militare il 25 marzo 1941, venendo assegnato al No.411 Squadron RCAF sulla base aerea di Digby. nel Lincolnshire, Gran Bretagna, nel luglio dello stesso anno. 
Il 27 settembre 1941 sostenne il suo primo combattimento contro il nemico, mentre effettuava una missione di scorta a dei bombardieri Bristol Blenheim che dovevano colpire i cantieri ferroviari di Amiens e una centrale elettrica nei pressi di Mazingarble. Con il suo Supermarine Spitfire attaccò e danneggiò un Messerschmitt Bf 109, ma prima che potesse abbatterlo intervenne un altro Bf 109 che lo costrinse ad abbandonare l'attacco finale. Conseguì la sua prima vittoria accertata il 13 ottobre su Boulogne, quando abbatte un Bf 109 e ne danneggio un altro, ma fu a sua volta colpito e abbattuto da un caccia nemico e dovette abbandonare l'aereo lanciandosi con il paracadute sul canale della Manica. 
Quando l'isola di Malta iniziò a subire pesanti attacchi aerei delle forze italo-tedesche in vista dell'Operazione C3, gli alleati inviarono numerosi velivoli di rinforzo lanciandoli dalle portaerei nel Mediterraneo. Il 2 marzo 1942 si trovava al comando di uno dei 17 Spitfire lanciati dalla britannica HMS Eagle che dovevano atterrare sugli aeroporti dell'isola.
Assegnato al No.249 Squadron RAF ingaggiò frequenti combattimenti nei cieli sopra l'isola iniziando a conseguire numerose vittorie. Il 19 marzo abbatte un caccia Bf 109, un bombardiere Junkers Ju 88 il giorno 26, un Bf 109 il 20 aprile, e uno Ju 88 due giorni dopo conseguendo ufficialmente il titolo di asso. Conseguì altre tre vittorie a spese di altrettanti Bf 109 il 22 e 25 maggio e il 10 giugno, partendo poi per la Gran Bretagna per un periodo di licenza.
Durante questo periodo era stato promosso flying officer, e poi flight lieutenant.
Rientrato in servizio nel No.411 Squadron partecipò al disastroso sbarco di Dieppe, conseguendo poi una probabile vittoria il giorno 19 agosto contro un caccia Focke-Wulf Fw 190 e danneggiandone un altro nella stessa occasione. Mandato in Canada per un periodo di sei mesi di riposo, fu assegnato ad una speciale unità che doveva pubblicizzare la vendita delle obbligazioni di guerra.
Assegnato poi al Comando delle scuole di volo, entrò brevemente in servizio nel No.416 Squadron RCAF e poi, in seguito alle sue pressanti richieste, nel gennaio 1943 gli fu affidato il comando del No.421 Squadron RCAF che poco tempo dopo partì per l'Europa. 
Il 10 luglio 1943 mentre il suo Spitfire rientrava da un volo addestrativo sul Canale della Manica l'aereo ebbe problemi al motore che scoppiò, ed egli dovette lanciarsi con il paracadute in acqua riportando lesioni che ne compromisero la vista di un occhio in maniera permanente. Questo handicap non gli impedì di rientrare in azione conseguendo altre vittorie, abbattendo quattro Fw 190 (20 e 24 giugno, 6 settembre e 3 ottobre) e quattro Bf 109 (6 e 10 luglio, 31 agosto e 3 settembre) che portarono il totale finale a 16 o 16.5 vittorie confermate.
All'inizio del 1944 divenne wing commander del No.126 Wing, operante in seno alla 2ª Tactical Air Force della RAF di stanza sull'aeroporto di Biggin Hill, non ritornando più in combattimento. Dopo lo sbarco in Normandia, durante la cui preparazione entrò in contrasto con il Vicemaresciallo dell'Aria Harry Broadhurst, fu definitivamente trasferito a funzioni amministrative.
Dopo la fine del conflitto rimase in servizio nella RCAF frequentando l'Empire Flying Training School di Fakenham dove volò sui caccia a reazione Gloster Meteor e De Havilland Vampire. Prestò poi servizio come addetto aeronautico e addetto presso la missione militare in forza all'Ambasciata canadese di Tokyo, Giappone. Per il suo contributo (27 giugno 1951-27 luglio 1953) come ufficiale di collegamento tra la RCAF e il comando delle Far East Air Force durante la guerra di Corea il governo americano si offrì di decorarlo con la Bronze Star Medal, ma allora ciò era contro la politica attuata della RCAF.
Si trovava a bordo di un velivolo da trasporto passeggeri Canadair CL-2 North Star quando quest'ultimo precipitò a Vancouver, nella Columbia Britannica, il 30 dicembre 1953. Durante l'incidente si adoperò, pur essendo ricoperto di benzina avio, affinché tutti i passeggeri a bordo lasciassero l'aereo. Per questo fu insignito insignito del Queen's Commendation for Brave Conduct, ma riportò lesioni alla spina dorsale che lo costrinsero ad un anno di riabilitazione.
Promosso group captain nel 1956, entrò in servizio come comandante presso il No. 4 Fighter Wing di stanza sulla base tedesca di Baden-Söllingen, e nel 1964 fu nominato vice-comandante del settore di Duluth del NORAD. In seguito entrò in servizio presso lo Stato maggiore della difesa canadese e poi fu trasferito presso l'Alto Commissariato di Londra. Si spense nella capitale inglese il 15 gennaio 1971 a causa di una leucemia, lasciando la moglie e due figli. Il suo corpo fu sepolto nel cimitero di Brookwood, Surrey, in Inghilterra.
Nel 1990 è divenuto membro della Canada Aviation Hall of Fame.

### Annotazioni
1. ↑  Formato dai No.401 Squadron "Rams", No.421 Squadron "Red Indians" e No.411 Squadron "Grizzly" della RCAF.
2. ↑  Fu comandante del No.4 Fighter Group operante in seno alla 1ª Air Division dal 30 agosto 1957 al 14 settembre 1961. Il reparto era equipaggiato con i caccia e reazione North American F-86 Sabre e Canadair CL-13 Sabre.

### Fonti
1. 1 2 3 4  Skaarup 2009, p. 559.
2. 1 2 3 4 5 6 7 8 9 10   Robert Wendell "Buck" McNair, su acesofww2.com. URL consultato il 3 giugno 2016.
3. 1 2 3 4  Pigott 2002, p. 91.
4. 1 2  Pigott 2002, p. 92.
5. ↑  McCaffery 1990, p. 165.
6. ↑  McCaffery 1990, p. 166.
7. ↑  McCaffery 1990, pp. 166-67.
8. ↑  McCaffery 1990, p. 167.
9. ↑  Pigott 2002, p. 93.
10. ↑  Pigott 2002, p. 94.
11. ↑  McCaffery 1990, p. 169.
12. 1 2  Pigott 2002, p. 96.
13. 1 2  Pigott 2002, p. 97.
14. ↑   Robert Wendell "Buck" McNair, su canadaveteranshallofvalour.com, Canada Veterans Hall of Valour. URL consultato il 3 giugno 2016 (archiviato dall'url originale il 23 settembre 2015).
15. 1 2 3  Pigott 2002, p. 98.
16. 1 2  Skaarup 2009, p. 560.
17. 1 2 3  Pigott 2002, p. 99.
18. ↑   Robert Wendell McNair, su collectionscanada.gc.ca, Library and Archives Canada. URL consultato il 3 giugno 2016.
19. ↑   Supplement to the London Gazette, 22 May, 1942, in The London Gazette (supplemento 35569), 22 maggio 1942,  pp. 2237-38.
20. ↑   Supplement to the London Gazette, 27 July, 1943, in The London Gazette (supplemento 36113), 27 luglio 1943,  p. 3439.
21. ↑   Supplement to the London Gazette, 22 October, 1943, in The London Gazette (supplemento 36223), 22 ottobre 1943,  p. 4719.
22. ↑   Supplement to the London Gazette, 14 April, 1944, in The London Gazette (supplement 36468), 14 aprile 1944,  p. 1712.